# Dicranum semperi
Dicranum semperi är en bladmossart som beskrevs av Hampe in C. Müller 1900. Dicranum semperi ingår i släktet kvastmossor, och familjen Dicranaceae. Inga underarter finns listade i Catalogue of Life.